# (9234) Matsumototaku
(9234) Matsumototaku – planetoida z pasa głównego okrążająca Słońce w ciągu 3 lat i 99 dni w średniej odległości 2,2 j.a. Została odkryta 3 lutego 1997 roku w obserwatorium Ōizumi przez Takao Kobayashiego. Nazwa planetoidy pochodzi od Takuya Matsumoto (ur. 1966), astronoma amatora, również dyrektora Towarzystwa Astronomicznego San-In. Przed nadaniem nazwy planetoida nosiła oznaczenie tymczasowe (9234) 1997 CH4.